# Marian Chodacki

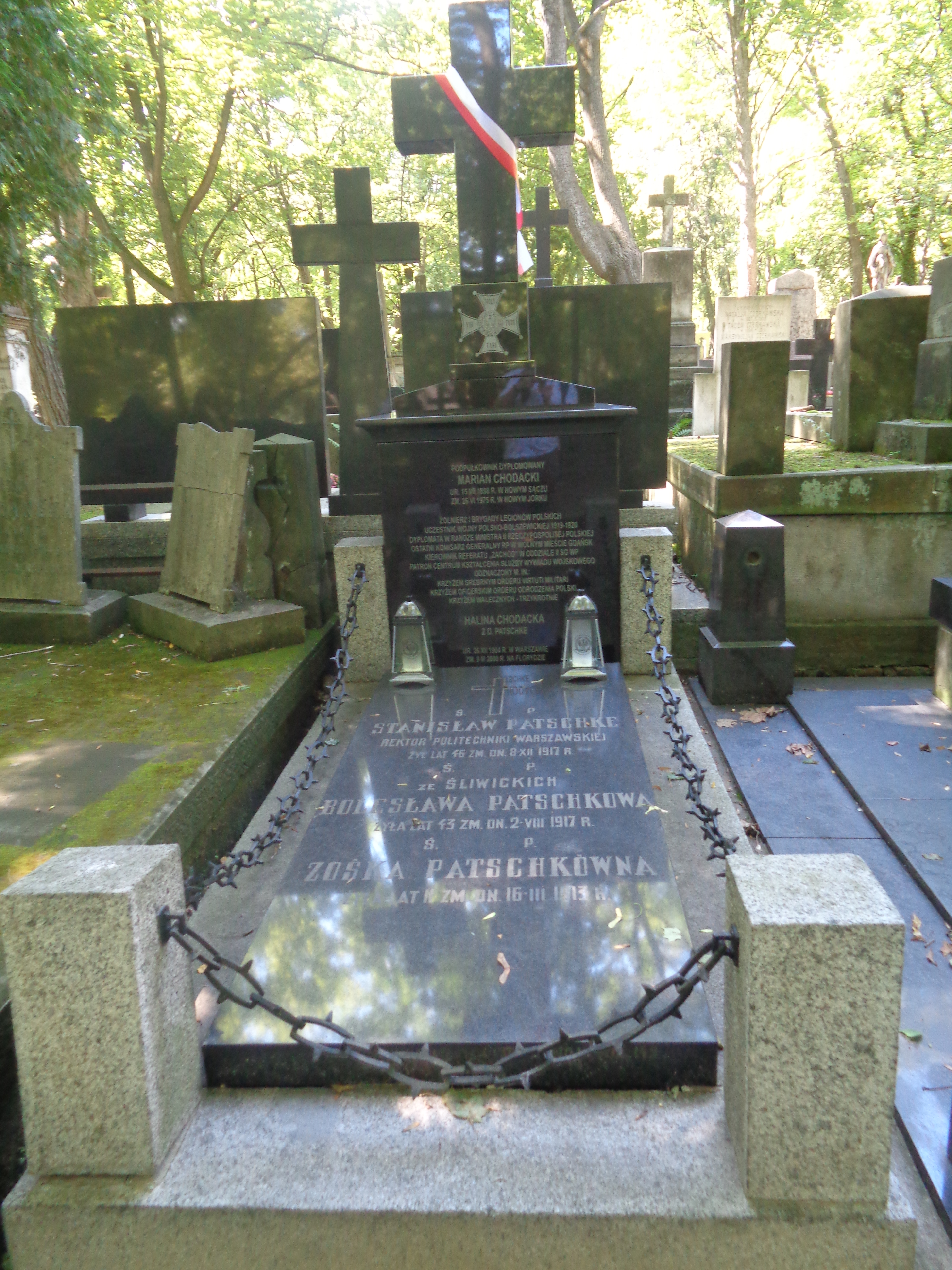
Grób Mariana Chodackiego na cmentarzu Powązkowskim

Marian Stanisław Chodacki, ps. „Maracz” (ur. 15 lipca 1898 w Nowym Sączu, zm. 26 czerwca 1975 w Nowym Jorku) – major dyplomowany piechoty Wojska Polskiego, polski dyplomata, Komisarz Generalny Rzeczypospolitej Polskiej w Wolnym Mieście Gdańsku (1936–1939), dyrektor wykonawczy Instytutu Józefa Piłsudskiego w Ameryce (1949–1951), kawaler Orderu Virtuti Militari.

## Młodość i służba wojskowa
Syn Juliusza i Marii z Raczyńskich. Ukończył studia prawnicze na Wydziale Prawa UW. W latach 1912–1914 należał do Związku Strzeleckiego. Następnie służył w Legionach i Wojsku Polskim. 1 czerwca 1921 roku pełnił służbę w Najwyższej Komisji Opiniującej, a jego oddziałem macierzystym był 34 pułk piechoty w Białej Podlaskiej. 3 maja 1922 został zweryfikowany w stopniu porucznika ze starszeństwem z dniem 1 czerwca 1919 i 168. lokatą w korpusie oficerów piechoty. W latach 1922–1924 był słuchaczem Kursu Normalnego Wyższej Szkoły Wojennej w Warszawie. 31 marca 1924 awansował na kapitana ze starszeństwem z dniem 1 lipca 1923 roku i 131. lokatą w korpusie oficerów piechoty. Z dniem 1 października 1924, po ukończeniu kursu i otrzymaniu dyplomu naukowego oficera Sztabu Generalnego, został przeniesiony do Oddziału II Sztabu Generalnego w Warszawie. W czasie studiów i pełniąc służbę sztabową pozostawał oficerem nadetatowym 21 pułku piechoty w Warszawie. Od 1927 do 1931 był attaché wojskowym w Finlandii i Szwecji. Z dniem 1 listopada 1931 został przydzielony do 67 pułku piechoty w Brodnicy, w którym odbył praktykę dowódczą na stanowisku kompanii strzeleckiej. Z dniem 10 grudnia 1932 został przeniesiony do dyspozycji Ministra Spraw Zagranicznych na okres 6 miesięcy. Z dniem 30 czerwca 1933 został przeniesiony do rezerwy z równoczesnym przeniesieniem w rezerwie z 21 do 30 pułku piechoty w Warszawie. Z dniem 12 marca 1939 został awansowany na majora rezerwy ze starszeństwem z dniem 19 marca 1939.

## Służba w MSZ i Komisariacie Generalnym RP
W MSZ otrzymał posadę radcy ministerialnego w Departamencie Politycznym. W dniu 24 października 1935 został radcą legacyjnym i pełnił funkcję chargé d’affaires w poselstwie RP w Czechosłowacji. Chodacki cieszył się zaufaniem ministra Józefa Becka, który uważał go za najlepszego polityka spośród oficerów, którzy zostali przeniesieni z Wojska Polskiego do służby zagranicznej.
30 grudnia 1936 Chodacki objął stanowisko Komisarza Generalnego RP w Wolnym Mieście Gdańsku, w trakcie pełnienia tej funkcji uzyskał rangę ministra pełnomocnego i posła nadzwyczajnego. Jego zdecydowana postawa doprowadziła do ponownego zjednoczenia skłóconych organizacji polonijnych w Gdańsku. W stosunku do władz Wolnego Miasta polska polityka nie uległa zmianie i nadal była naznaczona ciągłym oporem wobec postępującej nazyfikacji Gdańska. Komisarz często interweniował u władz Gdańska w obronie Polaków, których życie i zdrowie, w tym czasie, było już coraz bardziej zagrożone. W czasie służby Chodackiego na stanowisku Komisarza uległa nasileniu praca wywiadowcza Komisariatu, a pracownicy placówki zbierali liczne informacje o przygotowaniach wojennych w Wolnym Mieście. Jeszcze w sierpniu 1939 Komisarz, zgodnie z przyjętym zwyczajem, wizytował pancernik „Schleswig-Holstein”. 1 września Chodacki wraz z innymi pracownikami Komisariatu został aresztowany przez Niemców. Na skutek protestów, wydalonego już z terytorium Gdańska, Wysokiego Komisarza Ligi Narodów Carla Jakoba Burckhardta, Niemcy 5 września 1939 wywieźli Chodackiego wraz z częścią pracowników Komisariatu na granicę z Litwą i tam wypuścili.

## II wojna światowa i okres powojenny
W czasie II wojny światowej był żołnierzem Polskich Sił Zbrojnych we Francji i Wielkiej Brytanii, później został przeniesiony do konsulatu RP w Nowym Jorku i od 1 września 1943 stał na czele tajnej placówki wywiadu Estezet w randze ministra pełnomocnego. W latach 1944–1945 był jednocześnie polskim oficerem łącznikowym przy amerykańskiej służbie wywiadowczej Office of Strategic Services. Po wojnie pracował w Nowym Jorku w Instytucie Józefa Piłsudskiego w Ameryce, gdzie w latach 1949–1951 pełnił funkcję dyrektora wykonawczego. Jego grób symboliczny znajduje się na warszawskim cmentarzu Powązkowskim (kwatera J-3-12).

## Upamiętnienie
W 2019 ppłk Marian Chodacki został patronem Centrum Kształcenia SWW.
Decyzją Ministra Obrony Narodowej nr 491 z 11 marca 2019 Marian Chodacki został pośmiertnie awansowany do stopnia podpułkownika. 

## Ordery i odznaczenia
- Krzyż Srebrny Orderu Wojskowego Virtuti Militari nr 4465 (1921)[23][24]
- Krzyż Oficerski Orderu Odrodzenia Polski (1939)[25]
- Krzyż Walecznych (trzykrotnie, po raz 2 i 3 w 1921)[23][26]
- Medal Niepodległości (13 września 1933)[27]
- Srebrny Krzyż Zasługi (19 marca 1931)[28]
- Krzyż na Śląskiej Wstędze Waleczności i Zasługi
- Medal Pamiątkowy za Wojnę 1918–1921[23]
- Medal Dziesięciolecia Odzyskanej Niepodległości[23]
- Komandor Orderu Białej Róży Finlandii (Finlandia, 1936)[23][29]
- Komandor Orderu Krzyża Orła (Estonia, 1935)[23][30]
- Komandor Orderu Lwa Białego (Czechosłowacja, 1937)[23][31]
- Komandor Orderu Sławy (Tunezja)[23]
- Kawaler Orderu Miecza 1 klasy (Szwecja)[23]
- Kawaler Orderu Białej Róży Finlandii 1 klasy (Finlandia, 1932)[23][32]
- Kawaler Orderu Legii Honorowej (Francja)[23]
- Kawaler Orderu Gwiazdy Polarnej 1 klasy (Szwecja, 1934)[23][33]
- Kawaler Orderu Lwa Białego (Czechosłowacja, 1930)[34]
- Krzyż „Skyddskår’u” (Finlandia, 1931)[35]